# أخبار حلوة (ألبوم)
أخبار حلوة هو أحد ألبومات المطربة اللبنانية ديانا حداد، تم انتاجه وتوزيعه عام 2001 بواسطة شركة الخيول.

## الاغاني
- أخـبـار حـلـوة
- إللي في بالي
- قـلـبـي للإيـجـار
- إلا حـبـيـبي
- رمـش عـيـنـك
- الهـوارة
- قـدرت تـنـسى
- دلّـي
- تـعـالى